# 黑石头镇
黑石头镇，是中华人民共和国贵州省毕节市威宁彝族回族苗族自治县下辖的一个乡镇级行政单位。

## 行政区划
黑石头镇下辖以下地区：
黑石头村、八一村、院子村、新河村、河坝村、采基村、水平村、开厂村、联营村、四营村、马达村、坝口村、文田村、三地麦村、陆坪村、观音岩村、田营村、高桥村、毛家坪村、双河村、三河村和吉友村。